# Стоматозух
Стоматозух (лат. Stomatosuchus, от др.-греч. στοματο- +σοῦχος, буквально — крокодил с большой пастью) — род гигантских крокодиломорф из семейства Stomatosuchidae, живших во времена мелового периода (верхний сеноман, 99,6—93,5 млн лет назад). Включает единственный типовой вид — Stomatosuchus inermis. Описан Э. Штромером в 1925 году на основании черепа, обнаруженного в 1912 году в оазисе Бахария (Египет). Единственный образец был уничтожен во время бомбёжки Мюнхена в 1944 году. 

## Описание
Стоматозух отличается уникальными анатомическими особенностями. Череп длиной около 2 метров, очень длинный, плоский и широкий (напоминает по форме гладильную доску). Зубные альвеолы есть только в верхней челюсти, многочисленные (до 30 пар) и очень мелкие (1,5 см в диаметре), сами зубы не сохранились. В нижней челюсти зубы могли быть, но альвеолы не найдены (разрушены?). Верхние височные окна редуцированы до небольших отверстий, нижние — также некрупные (что указывает на слабую мускулатуру). Глазницы сближены, вынесены наверх. Нижняя челюсть чрезвычайно тонкая, в задней её части развиты высокие, направленные вниз гребни. Судя по всему, гребни могли поддерживать горловой мешок, как у пеликана или китов-полосатиков. Посткраниальный скелет не известен, Штромер указывал на редукцию панциря (несмотря на это, стоматозуха обычно изображают покрытым обычными для крокодилов остеодермами). Учитывая длину черепа, общая длина могла быть до 10 метров и более, хотя голова, вероятно, была весьма крупной по отношению к телу.
Образ жизни стоматозуха малопонятен. Не исключено, что он питался мелкими водными животными (или даже водорослями), которых фильтровал сквозь мелкие зубы. Сходная пищевая специализация возникла в миоцене у кайманов-неттозухов (Mourasuchus), обладавших похожим строением черепа.
Стоматозух населял мангровые болота Северной Африки в одно время со спинозаврами и кархародонтозавром. Спинозавр, возможно, мог нападать на этих крокодилов, лишённых мощного панциря и потому весьма уязвимых.

## Систематика
В 2009 году Пол Серено описал нижние челюсти двух видов крокодила в роде Laganosuchus из сеномана Нигера и Марокко. Эти крокодилы (длина нижней челюсти 87 см) — ближайшие известные родичи стоматозуха из семейства Stomatosuchidae. В отличие от стоматозуха, более мелкий Laganosuchus обладал нижнечелюстными зубами. Серено предположил, что такие крокодилы охотились на мелкую водную добычу из засады.